# Varovichté
Varovichté ou Varovište (en macédonien Варовиште) est un village du nord-est de la Macédoine du Nord, situé dans la municipalité de Kriva Palanka. Le village comptait 87 habitants en 2002. Il se trouve dans le massif de l'Osogovo.

## Démographie
Lors du recensement de 2002, le village comptait :
- Macédoniens : 87